# Sociaaldemocratie (Mexico)
Sociaaldemocratie (Spaans: Democracia Social, DS) was een Mexicaanse politiek partij die bestond van 1999 tot 2000.
Zoals haar naam doet vermoeden was de partij een sociaaldemocratische partij, die werd geïnspireerd door de Europese sociaaldemocratische partijen. In 2000 haalde Gilberto Rincón Gallardo, tevens voorzitter van de partij, 1,61% van de stemmen in de presidentsverkiezingen. Bij de gelijktijdige parlementsverkiezingen behaalde de partij niet genoeg stemmen om een zetel te halen, waardoor de partij na een jaar alweer verdween. Rincón Gallardo heeft geprobeerd de partij heropterichten als de 'Partij van de Roos', maar deze werd niet erkend door het Federaal Electoraal Instituut (IFE). De meeste leden van DS hebben zich sindsdien aangesloten bij het Sociaaldemocratisch Alternatief of Convergentie.

## Presidentskandidaten
- 2000: Gilberto Rincón Gallardo

PAN · PRI · PVEM · PT · MC · Morena